# Liaison de contribution
Les termes Liaison de contribution définissent un type de communication professionnelle, notamment en télécommunication, télédiffusion et réseaux informatiques.
Ces liaisons professionnelles temporaires ou permanentes peuvent exploiter des transmissions par faisceau hertzien, satellite, radiofréquence, réseau filaire, câble coaxial, fibre optique...
Ce type de liaisons est exploité en particulier pour la retransmission d'événements en direct ou en différé à la radio ou à la télévision.